# Liste tibetischsprachiger Verlage in der Volksrepublik China
Dies ist eine Liste (moderner) tibetischsprachiger Verlage in der Volksrepublik China. Die Liste beinhaltet Verlage und Verlagsgruppen mit überwiegend tibetischsprachigen Publikationen, die die Relevanzkriterien für Verlage erfüllen. 
Die Angaben zu den Verlagen erfolgen in Pinyin, chinesischen Schriftzeichen sowie in Tibetisch (Umschrift nach Wylie).

## Übersicht

### Tibet
- Lhasa: Xizang Zangwen guji chubanshe 西藏藏文古籍出版社 Bod ljongs bod yig dpe rnying dpe skrun khang (Tibetan Ancient Books Publishing House of Tibet) (siehe auch Tibetische Akademie der Sozialwissenschaften)[2]
- Lhasa: Xizang renmin chubanshe 西藏人民出版社 Bod ljongs mi dmangs dpe skrun khang (Tibetan People’s Publishing House)

### Peking
- Beijing (Pe cin): Minzu chubanshe 民族出版社 Mi rigs dpe skrun khang (Nationalitätenverlag/Nationalities Publishing House / Ethnic Publishing House)
- Beijing: Zhongguo Zangxue chubanshe 中国藏学出版社 Krung go’i bod rig pa dpe skrun khang (Tibetologischer Verlag Chinas / China’s Tibetology Publishing House)

### Sichuan
- Chengdu: Sichuan minzu chubanshe 四川民族出版社 Si khron mi rigs dpe skrun khang (Nationalitätenverlag Sichuan / Sichuan Ethnic Publishing House)

### Qinghai
- Xining: Qinghai minzu chubanshe 青海民族出版社 mTsho sngon mi rigs dpe skrun khang (Nationalitätenverlag Qinghai / Qinghai Ethnic Publishing House)
- Xining: Qinghai renmin chubanshe 青海人民出版社 mTsho sngon mi dmangs dpe skrun khang (Qinghai People’s Publishing House)

### Gansu
- Lanzhou: Gansu minzu chubanshe 甘肃民族出版社 Kan su'u mi rigs dpe skrun khang (Nationalitätenverlag Gansu / Gansu Ethnic Publishing House)

### Yunnan
- Kunming: Yunnan minzu chubanshe 云南民族出版社 Yun nan mi rigs dpe skrun khang (Nationalitätenverlag Yunnan / Yunnan Ethnic Publishing House)